# God Save the Queen/Under Heavy Manners
God Save the Queen/Under Heavy Manners – drugi solowy album Roberta Frippa, nagrywany od lipca do grudnia 1979, a wydany w marcu 1980 roku.

## Charakterystyka albumu
Pomimo podwójnego tytułu God Save the Queen/Under Heavy Manners jest pojedynczym albumem składającym się z pięciu utworów zrealizowanych w stylu Frippertronics, techniki nagrywania stosowanej przez Roberta Frippa, a polegającej na instrumentalnych eksperymentach z pętlą taśmy magnetofonowej. Druga część albumu została nagrana z towarzyszeniem zespołu w składzie: David Byrne – śpiew, Busta Cherry Jones – gitara basowa oraz Paul Duskin – perkusja. Tekst, który David Byrne śpiewa w „Under Heavy Manners”, składa się w większości ze słów mających końcówkę -izm. Pierwsze kopie albumu zawierały pocztówkę przedstawiającą Roberta Frippa siedzącego na stołku i wykonującego Frippertronics oraz wkładkę.

## Lista utworów
Zestaw utworów na LP:

### Side A: God Save The Queen
| 1. | Red Two Scorer     | 6:54  |
|    |                    |       |
| 2. | God Save The Queen | 9:50  |
|    |                    |       |
| 3. | 1983               | 13:20 |
|    |                    |       |
|    |                    | 30:04 |
|    |                    |       |

### Side One: Under Heavy Manners
| 1. | Under Heavy Manners       | 5:14  |
|    |                           |       |
| 2. | The Zero of The Signified | 12:38 |
|    |                           |       |
|    |                           | 17:52 |
|    |                           |       |

## Twórcy
- Robert Fripp – gitara, Frippertronics
- David Byrne – śpiew
- Busta Cherry Jones – gitara basowa
- Paul Duskin – perkusja